# Andrew Handyside and Company

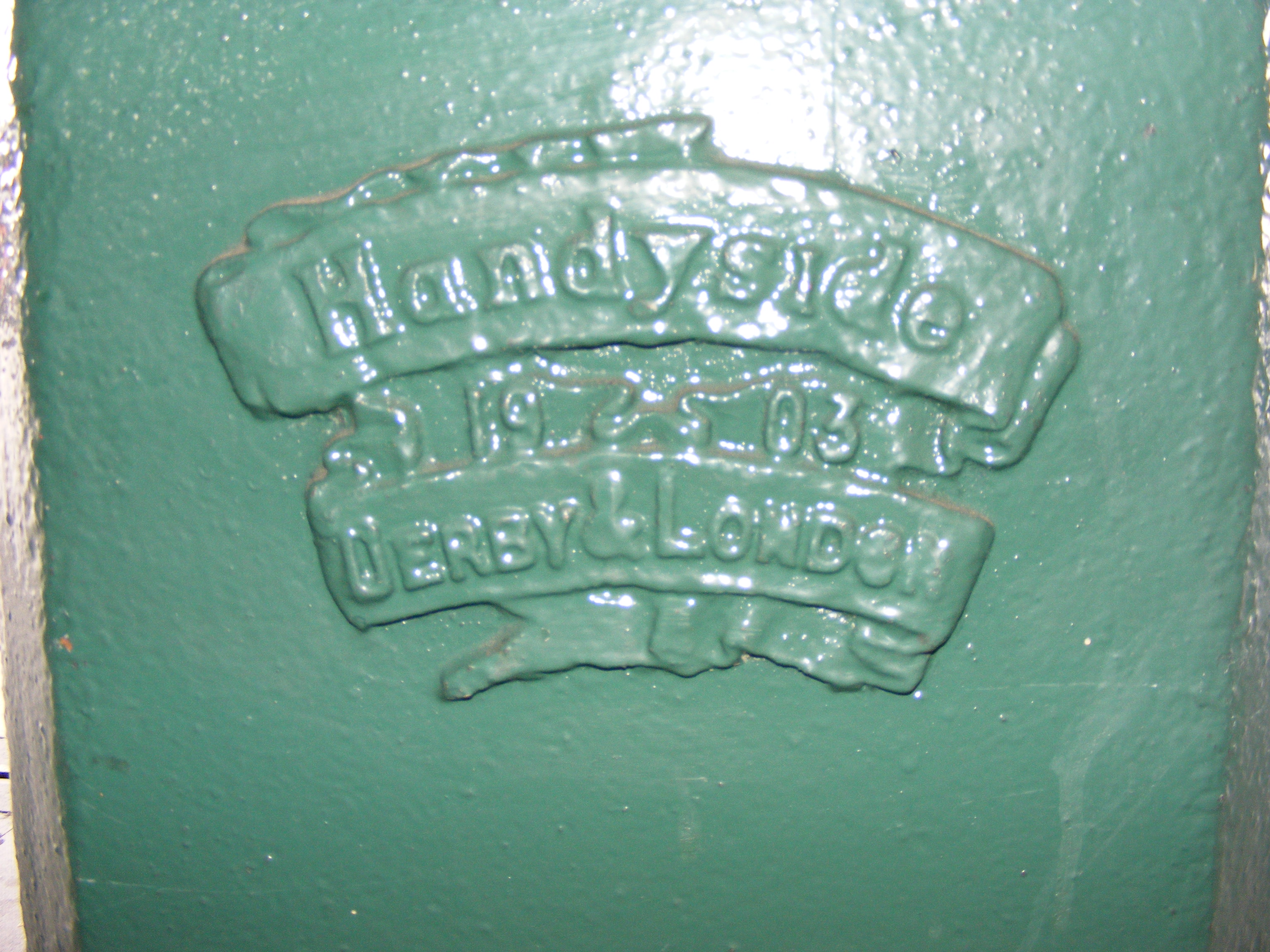
Dettaglio di un pilone nella Stazione di Nottingham.

La Andrew Handyside and Company è stata una fonderia di ferro a Derby, in Inghilterra, nel XIX secolo.
Nato a Edimburgo, in Scozia, nel 1805, Handyside lavorò nel mondo dell'ingegneria con suo zio Charles Baird a San Pietroburgo prima di prendere la Britannia Foundry nel 1848. Questa era stata dapprima aperta intorno al 1820 da Weatherhead e Glover per produrre oggetti ornamentali in ferro, e aveva ottenuto una grande reputazione, in parte per la capacità dei lavoratori, ma anche per la qualità della sabbia locale impiegata per la stampa delle ornamentazioni. Dagli anni Quaranta del secolo diversificò la produzione, puntando anche ai componenti ferroviari. Tra i primi clienti ci fu la Midland Railway, alla quale fornì blocchi cilindri e altre fusioni.
Anche se gli ornamenti in ghisa andavano di moda, fino all'avvento di acciaio continuò un aumento della domanda per l'ingegneria e per la costruzione con intelaiatura in ferro. Handyside si concentrò per migliorare la resistenza del materiale che, una volta testato a Woolwich nel 1854, dimostrò di avere una resistenza a trazione da 20 a 23 tonnellate per pollice quadrato, rispetto a quello solito che ne reggeva circa diciassette per pollice quadrato. Inoltre mantenne gli artisti che avevano trovato nell'azienda e ne aumentò il numero.
La sua produzione variava da ornamenti da giardino a ponti ferroviari. Produsse lampioni per la nuova illuminazione stradale a gas (uno dei quali esiste ancora nel Wardwick a Derby) e fu uno dei primi a produrre le nuove cassette postali standard. Quasi duemila diversi tipi di infissi per finestre furono prodotti. La società anche fornì una cupola per il tetto della sua serra del produttore di acciaio Henry Bessemer.
Quando si considera la piccola area occupata dai lavori, sulla riva del fiume Derwent, la sua produzione risulta degna di nota: tra il 1840 e il 1846, per esempio, produsse 400 la London, Brighton and South Coast Railway. A questo si affiancavano anche laminatoi, magli, fucine e presse, in un primo momento per uso proprio, poi per conto terzi, soprattutto per le nuove acciaierie che andavano nascendo.
Iniziò la produzione di strutture ad arco, come ad esempio per i capannoni dei treni per le stazioni ferroviarie, tra cui, nel 1854, la stazione di St. Enoch a Glasgow. Negli anni Settanta entrò nel mercato dei prefabbricati, costruendo componenti standardizzati che vennero esportati in tutto il mondo. Nel 1870 costruì il Wilford Toll Bridge, nel 1871 il Trent Bridge, entrambdi a Nottingham e, nel 1872, l'Albert Bridge a Londra. Altri ponti e strutture furono costruite in Russia, Giappone, Africa, Sud America, Canada e India. Componenti strutturali, come le colonne di sostegno, furono utilizzati anche dagli architetti in molti paesi: un esempio di ciò si ritrova nella piazza principale della città di Tampico, in Messico.
Nel 1877, la Great Northern Railway arrivò a Derby, attraverso un lungo viadotto che da est attraversava la valle del Derwent, tagliando attraverso la parte settentrionale della città, quella di Friar Gate - una zona molto benestante. Per placare i residenti, fu costruito un ponte grazioso dall'altra parte della strada. Questo, anche se inizialmente vituperato, è ora molto apprezzato dai cittadini della città, che hanno resistito ai diversi e successivi tentativi da parte di modernizzatori per sostituirlo con un sottopasso. Handyside si occupò anche del materiale per un ponte sul fiume Derwent, che fu testata facendoci passare sopra sei locomotive.
Nel 1877 la Cheshire Lines Committee aprì la sua nuova linea e Handyside fornì le strutture della stazione centrale di Manchester e di Liverpool. Un'altra struttura Handyside che esiste ancora è il viadotto Outwood sul Bury lungo la linea Rawtenstall, ricavata da una precedente struttura in legno nel 1881. Anche se la linea è chiusa dal 1966, l'architettura è stata restaurata come parte di un percorso naturalistico.
La più grande struttura costruita dalla Handyside, che doveva essere la più grande sala del regno coperta da una cupola di ferro e vetro, fu, nel 1886, la National Agricultural Hall a Londra, ora conosciuta come Olympia.
Nel 1893 Handysides fornì le strutture per il Manchester Ship Canal, fra cui il Barton Swing Aqueduct e il Barton Road Swing Bridge.
Handyside morì nel 1887 e la società gradualmente diminuita nel fatturato fino alla sua chiusura all'inizio del ventesimo secolo. La fonderia è stata demolita per essere sostituita da un complesso residenziale, e l'unica traccia rimasta è il nome di una strada: Handyside Street.  Alcune delle produzioni della fonderia sono ora in mostra presso il Derby Industrial Museum.